# 齐格弗里德号岸防舰
齐格弗里德号岸防舰是德意志帝国海军于19世纪末建造的八艘岸防舰的主导舰，以北欧神话人物齐格弗里德命名。舰只于1888年至1890年间在基尔的日耳曼尼亚船厂建造，装备有三门240毫米口径箍炮作为主炮。它于整个1890年代都在德国舰队服役，并至1903－1904年间重建。1914年8月第一次世界大战爆发后，该舰被编入第六分舰队，但未参与任何行动。齐格弗里德号于1915年退役，此后被用作宿营船。它最终于1920年拆解报废。

## 设计

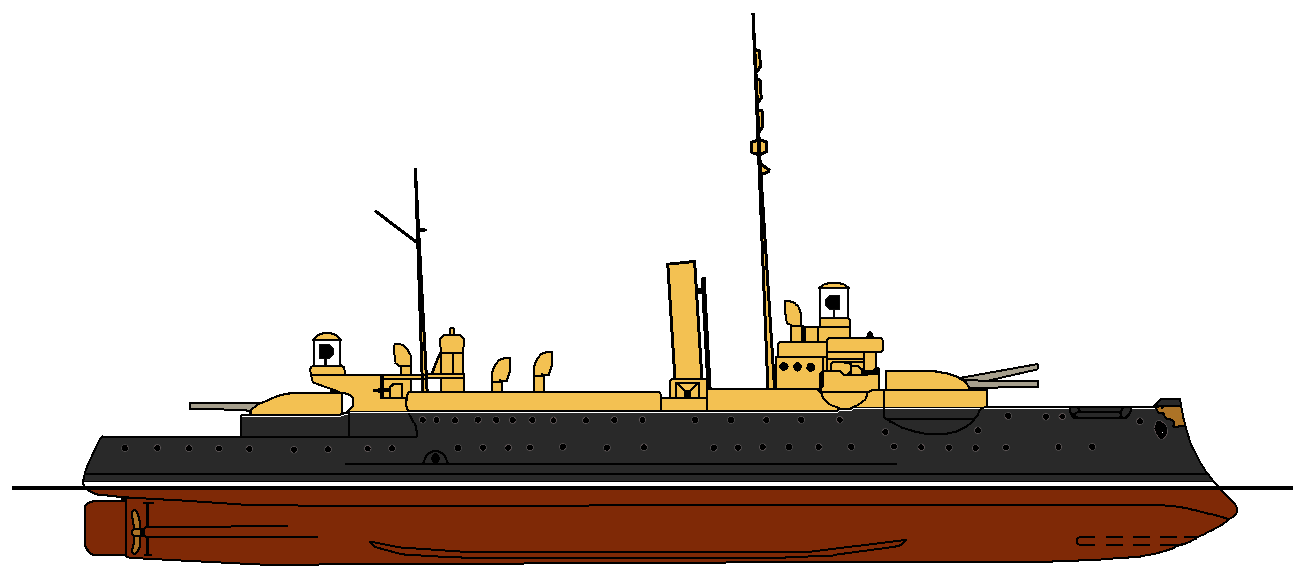
齐格弗里德级舰只的原始配置图

在19世纪80年代末，面对海军预算有限（由于帝国议会反对海军开支和威廉皇帝运河的疏浚费用），德意志帝国海军一直在努力解决建造何种主力舰的问题。作为新任帝国海军部长，列奥·冯·卡普里维中将提出了一系列设计方案，其范围涵盖了排水量2500吨的小型岸防舰，以及排水量9800吨的远洋战列舰。他最终决定以十艘岸防舰来保卫德意志湾的大型河口，因为即使在议会内，海军反对派也认为这类铁甲舰是必要的。其中的前六艘都是基于卡普里维提出的最小尺寸建造。
齐格弗里德号的全长为79米，有14.9米的舷宽和最多5.74米的吃水深度，满载排水量达3801吨。舰只的推进装置由两台立式三缸三胀式蒸汽机组成，这使它成为德国第一艘由三胀机组驱动的大型军舰。所需的蒸汽是通过四台燃煤锅炉供给。舰只的最高航速为14.9節（27.6每小時），并可以10節（19每小時）的速度续航1,490海里（2,760）。其标准船员编制为20名军官及256名士兵。
舰只的主炮是由克虏伯提供、安装在三个单座炮塔中的三门240毫米35倍径箍炮组成。其中两门并排放置在艏楼，第三门位于主舰艛的后方。它们共配备204枚弹药。副炮则由六门88毫米30倍径速射炮组成。此外，齐格弗里德号还装备有六门37毫米机炮和四具直径为350毫米的鱼雷发射管。后者全部安装在甲板的枢转支架上，舰艏、舰艉以及舰舯两侧各有一具。舰只受到舰舯240毫米厚的水线装甲带和30毫米厚的装甲甲板保护。司令塔侧部的装甲厚度也有80毫米。

## 建造
作为同级的主导舰，齐格弗里德号原是以“O号铁甲运输工具”（Neubau Panzerfahrzeug O）为合同代号被列入1887-88年度的财政预算案。基尔的日耳曼尼亚船厂因此得以首度承建大型军舰，于1888年春季开始架设龙骨。其船体于1889年完工，并于同年8月10日下水。在下水仪式上，由时任波罗的海海军基地总司令的爱德华·冯·克诺尔主持，为舰只冠以“齐格弗里德”之名——这是出自多部日耳曼神话的一位屠龙英雄。此后，进一步的舾装和坞内试运转工序又持续了八个月。

## 服役历史

### 和平时期
1889年4月29日，齐格弗里德号正式竣工并加入现役。舰只首先进行的是严格的海试。这一进程随着10月3日的退役而中断。在1891年4月16日重新入役后，试航便一直持续至6月初。6月10日，齐格弗里德号被编入演习分舰队（Manövergeschwader，即公海舰队前身）的第一总队，以取代符腾堡号铁甲舰的位置。在那里，它与更老的铁甲舰巴登号、巴伐利亚号和奥尔登堡号一同，受海军中将卡尔·奥古斯特·戴恩哈德指挥。然而不久之后，齐格弗里德号便被调往威廉港担任警戒舰。1892年3月18日，舰只的艉部烟箱主蒸汽管发生爆裂，造成五名船员身亡，另有多人被严重烫伤。为此，齐格弗里德号不得不返回船厂进行维修，其在分舰队中的位置改由姊妹舰贝奥武夫号入替。维修工作一直持续至6月中旬。

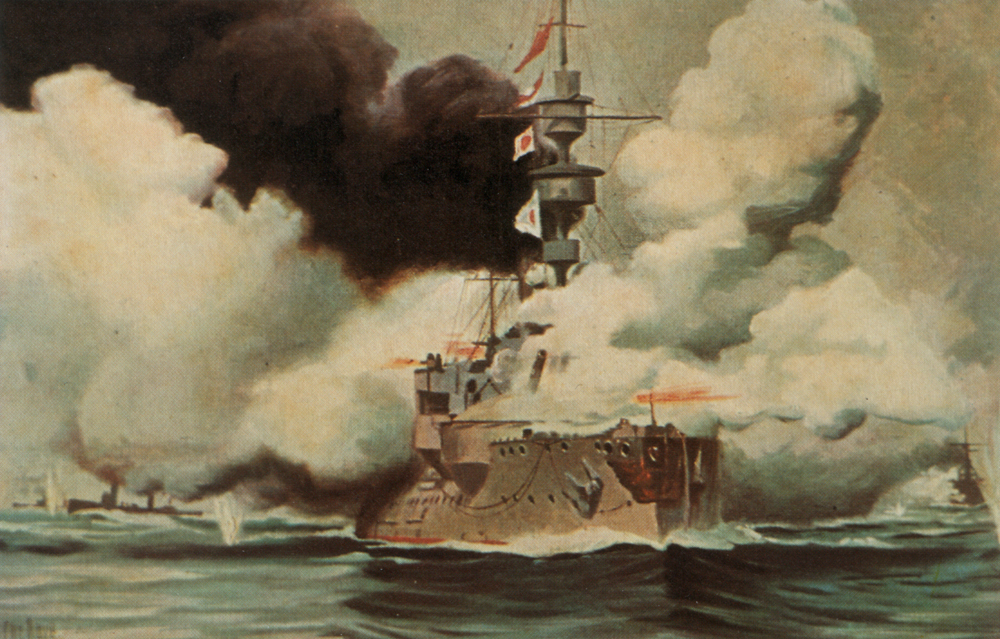
明信片中的齐格弗里德号

自1892年6月29日起，齐格弗里德号陪同搭乘帝国之鹰号游艇的德皇威廉二世出访挪威。在8月底至9月底举行的秋季演习中，齐格弗里德号与布雷艇鹈鹕号合编为一个侦察集群。演习结束后，威廉港帝国船厂对齐格弗里德号进行了大修工作，舰只随后取代王储号被编入第二总队。在1892－1893年冬，齐格弗里德号与贝奥武夫号加入了由老铁甲舰威廉国王号和德国号组成的队伍，在地中海展开冬季训练巡航。至1893年2月23日，齐格弗里德号再次退役。
威廉港帝国船厂随后对舰只进行了进一步大修。由于在鱼雷艇上进行纯燃油驱动的实验取得了积极的结果，因此齐格弗里德号的锅炉也得到了相应的更换。结果，齐格弗里德号成为德国第一艘、也是唯一一艘以纯燃油驱动的大型军舰——直至小巡洋舰柯尼斯堡号于1929年入役。
1895年春，齐格弗里德号被编入北海预备役总队（Reserve-Division der Nordsee），并于7月9日重新入役担任第二主力舰。从8月1日至9月24日，该部队参加了舰队的年度演习，然后回到威廉港。1896年夏，齐格弗里德号首度在舰上开办专为高级陆地军官或特殊职位军官而设的指挥课程。此外，舰只还参加了各类训练以及1896年、1897年的秋季演习。其中在1897年的演习中，齐格弗里德号及其已入役的五艘姊妹舰共同组成第三总队。至1897年9月27日，舰只终于退役，然后在年底拆除了此前一直使用的鱼雷保护网。1898年，齐格弗里德号与贝奥武夫号和希尔德布兰德号再次被编入第三总队参与演习，而其余姊妹舰则被分配至第四总队。在1899年、1900年和1901年，齐格弗里德号都被动员以参加每年夏天的舰队演习。自1900年秋季起，它转而隶属波罗的海预备役总队（Reservedivision der Ostsee），其新的泊位也改至但泽。

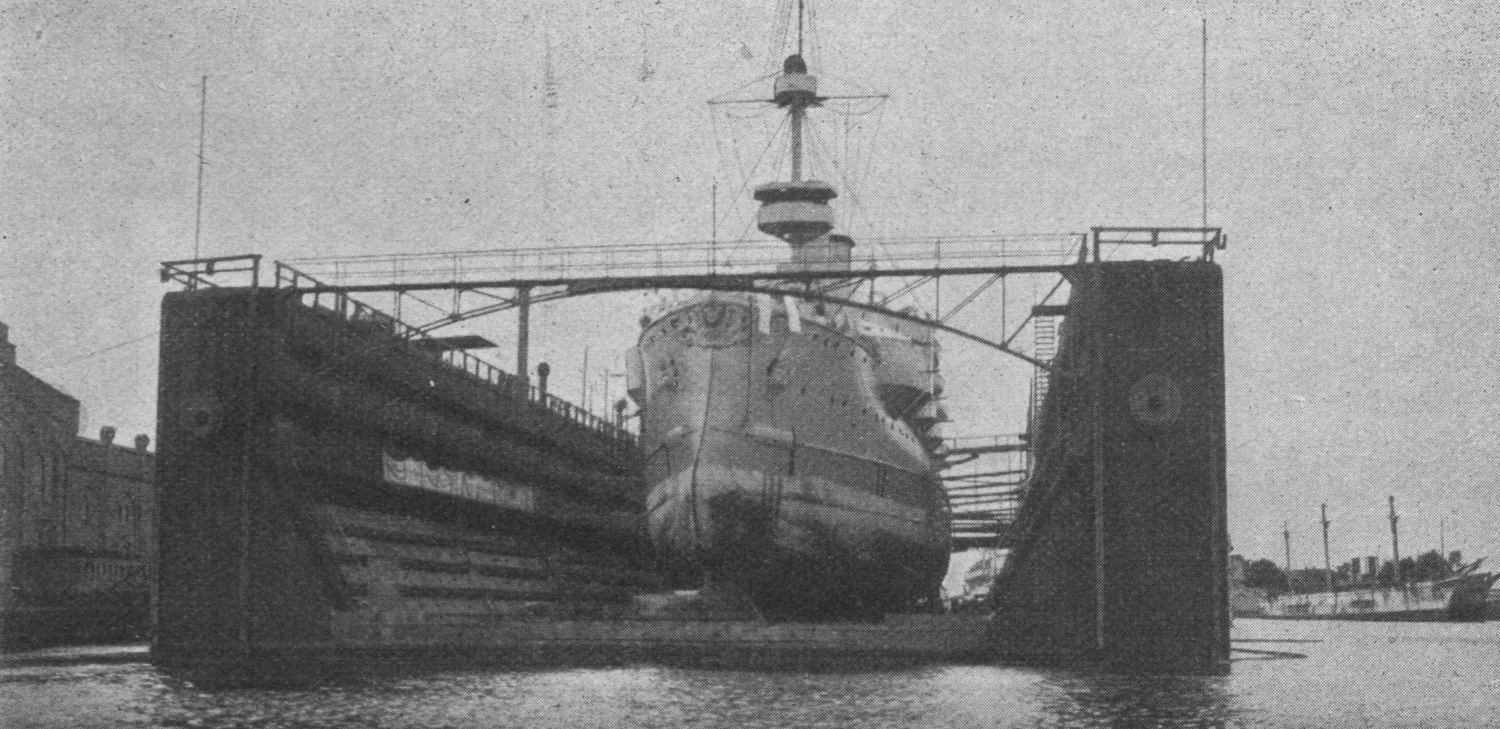
齐格弗里德号于但泽的旱坞

1902年夏天，但泽帝国船厂开始对齐格弗里德号展开与同级其它姊妹舰类似的重建工作。舰只的舯部被切割并延长了近8米，排水量也增至4237吨。锅炉装置被完全更换，宣告齐格弗里德号彻底放弃了纯燃油驱动。尽管这种动力方式证明是可靠的，但其产生的燃料成本却是其燃煤姊妹舰的2.5倍。舰只重新采用燃煤，但仍保有一副燃油装置，并安装了第二座烟囱。此外，武器装备也进行了调整：88毫米的副炮数量增至十门，四具350毫米鱼雷管则替换为三具450毫米管。重建工程耗资约230万马克，并于1903年秋季完工。
然而，这艘完成现代化改造的舰只仍然处于预备役状态，在和平时期直至1909年才再次动员。齐格弗里德号于7月22日入役，在秋季演习中被编入临时组建的第三分舰队。该分舰队受胡戈·冯·波尔指挥，他于9月5日获晋升为海军中将。第三分舰队的旗舰为希尔德布兰德号，德意志帝国海军的所有岸防舰都被集结于此。在演习结束后，齐格弗里德号于9月15日再次退役。

### 第一次世界大战
第一次世界大战爆发后，齐格弗里德号于1914年8月12日获重新动员。其所有姊妹舰均被编入第六分舰队，受海军少将理夏德·埃克曼指挥。它们先是在波罗的海进行单独及部队演练，然后自9月起开始部署在北海沿岸防区。齐格弗里德号主要负责亚德河和威悉河的河口前哨任务。随着第六分舰队于1915年8月31日解散，齐格弗里德号又成为亚德河及威悉河港口区舰队的一员。由于该舰已完全过时，同时由于帝国海军人员短缺，齐格弗里德号遂于1915年12月30日从前哨任务中撤回。至1916年1月5日，齐格弗里德号退出港口区舰队，并于九天后在威廉港退役。

### 结局
退役后的齐格弗里德号最初是作物资储备，自1917年1月1日起则开始担任第二水兵师（II. Matrosen-Division）的宿营船。11月，舰只被转移至埃姆登，先是用作海姆达尔号的后备舰，然后充当第四潜艇区舰队（IV. Unterseebootsflottille）的辅助舰。从1918年2月11日至战争结束，齐格弗里德号都在埃姆斯河前哨区舰队（Vorpostenflottille der Ems）担任辅助舰。
1919年6月17日，即结束一战的《凡尔赛条约》签署前不久，除奥丁号外的所有岸防舰均从海军序列中除籍。其中齐格弗里德号原计划被改造为救助船，但其后被放弃，并于1919年以425000马克的价格售予韦沃尔斯弗莱特的H·彼得斯（H. Peters），至1920年在基尔拆解报废。
根据1900年第二部《舰队法》中规定的战列舰（含岸防舰）20年使用年限，无畏舰黑尔戈兰号得以于1909年作为齐格弗里德号的替舰而下水。

## 历任舰长
| 1890年4月29日至10月3日       | 海军上校保罗·霍夫曼                       |
| 1891年4月16日至10月          | 海军上校阿尔弗雷德·赫茨                   |
| 1891年10月至1892年3月        | 海军少校路易斯·里德尔                     |
| 1892年3月至1893年2月23日     | 海军少校奥古斯特·格鲁纳                   |
| 1895年7月                    | 海军少校卡尔·阿舍尔                       |
| 1895年7月至9月               | 海军少校路易斯·费舍尔                     |
| 1895年9月至1896年3月         | 海军上尉利奥波德·施利布纳（精简船员编制） |
| 1896年4月                    | 海军少校欧根·卡劳·冯·霍费                 |
| 1896年5月                    | 海军少校卡尔·德泽夫斯基                   |
| 1896年6月                    | 海军少校奥古斯特·冯·达塞尔                |
| 1896年7月                    | 海军上尉利奥波德·施利布纳（精简船员编制） |
| 1896年8月至9月               | 海军少校欧根·卡劳·冯·霍费                 |
| 1896年9月至10月              | 海军上尉利奥波德·施利布纳（精简船员编制） |
| 1896年10月至1897年5月        | 海军少校卡尔·德泽夫斯基                   |
| 1897年5月至7月               | 中校阶海军少校阿尔弗雷德·布林克曼         |
| 1897年7月至9月29日           | 海军少校卡尔·德泽夫斯基                   |
| 1899年7月26日至9月22日       | 海军中校奥古斯特·冯·黑林根                |
| 1900年7月24日9月22日         | 海军中校奥斯卡·文策尔                     |
| 1901年7月31日至9月18日       | 海军少校约布·冯·维茨莱本                  |
| 1909年7月22日至9月22日       | 海军中校马克西米利安·罗格                 |
| 1914年8月12日至1916年1月14日 | 海军上校汉斯·贝内                         |

## 脚注
注释
1. ↑  SMS表示, 即“陛下之舰”。
2. ↑  所有德国舰船在订购时都会被赋予临时代号；其中新增编入舰队的使用字母代号，而用于替换旧舰的则使用“（旧舰名）替舰”。[5]

引用
1. ↑  Dodson，第33–34頁.
2. 1 2  Gröner，第10–11頁.
3. ↑  Dodson，第34頁.
4. ↑  Gröner，第11頁.
5. ↑  Gröner，第56頁.
6. 1 2  Hildebrand & Röhr & Steinmetz，第168頁.
7. ↑  Gardiner，第246頁.
8. 1 2 3 4 5 6 7 8 9  Hildebrand & Röhr & Steinmetz，第169頁.
9. 1 2  Sondhaus，第194頁.
10. ↑  Sondhaus，第195頁.
11. 1 2 3 4 5 6  Hildebrand & Röhr & Steinmetz，第170頁.
12. ↑  Sondhaus，第221頁.
13. 1 2  Gröner & Jung & Maass，第34頁.
14. 1 2  Hildebrand & Röhr & Steinmetz，第161頁.
15. ↑  Gardiner & Gray，第142頁.
16. ↑  Gröner & Jung & Maass，第48頁.